# Navaho
Navajo o Navaho (Diné bizaad) és una de les llengües atapascanes del grup Na-Dené parlat al sud-oest dels Estats Units pels navahos. Geogràficament i lingüísticament forma part de les llengües atapascanes meridionals (la majoria de les llengües atapascanes són parlades al nord-oest del Canadà i Alaska). El navaho és la llengua ameríndia amb més parlants al nord de la frontera EUA-Mèxic, amb entre 120.000 i 170.700 parlants.

## Situació actual

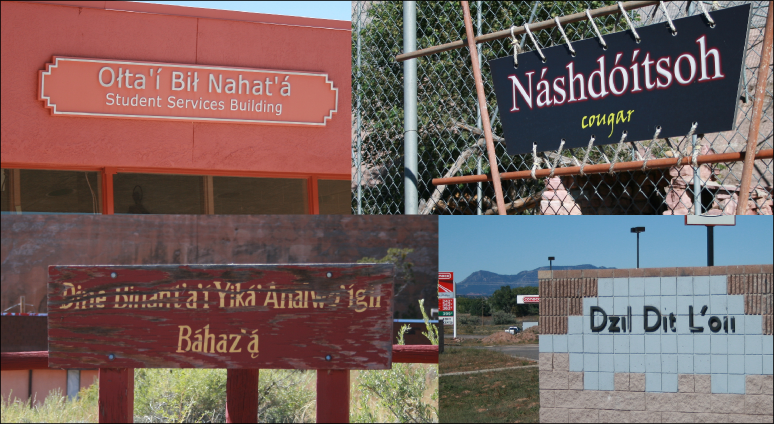
Exemples de navaho escrit en anuncis públics. D'esquerra a dreta: Student Services Building, Diné College; Navajo Nation Zoo; centre comercial vora Navajo (Nou Mèxic); anunci de reserva de parking, Window Rock

L'American Community Survey de 2007 per l'Oficina del Cens registrà que 170.717 persones s'identificaven com a parlants de navajo; aquest alt nombre de parlants es tradueix en què sigui l'única llengua nativa americana que justifica una línia separada en els quadres estadístics nacionals. El lingüista Victor Golla ha estimat que hi ha 120.000 parlants natius. Assenyala que la majoria dels parlants, unes 115.000 persones, viuen a la Nació Navajo, on són el 75% de la població; la resta de 12.000-15.000 parlants viuen en altres llocs. D'aquests parlants navaho, 2,9% són monolingües sense cap coneixement d'anglès; eren majoritàriament persones d'edat avançada. Les quatre àrees metropolitanes i micropolitanes amb el major nombre de parlants eren Farmington (Tótaʼ) (16,5%), Gallup (Naʼnízhoozhí) (12%), i Albuquerque (Beeʼeldííl Dahsinil) (5,4%), Nou Mèxic, i Flagstaff (Kinłání Dook'o' ooshid Biyaagi) (10,3%). Fins després de la Segona Guerra Mundial el navaho seguia sent l'idioma principal de comunicació a la reserva. Des de llavors, l'ús de l'anglès ha augmentat i ha disminuït el navaho.
El 1981 al voltant del 85% de la població infantil navaho parlava navaho com a primera llengua. Però les enquestes més recents mostren que aquest percentatge ha caigut al 25% de la població infantil. Una enquesta de 1991 de 4.073 estudiants del programa Head Start de la Reserva Navajo va trobar que el 54% dels 682 nens en edat preescolar són parlants monolingües d'anglès, 28% bilingües en anglès i navajo, i el 18% monolingües navaho. Aquest estudi ha assenyalat a més que en aquest moment el personal de preescolar, tot i que són bilingües, parlen anglès als nens la majoria de les vegades. A més, la majoria dels pares parlen amb els nens en anglès amb més freqüència que en navaho; en efecte, els nens en edat preescolar estaven en immersió gairebé total en anglès. El declivi dels nens que aprenen navaho deixa l'idioma com a llengua amenaçada.
En 1986 la tribu creà un programa d'immersió lingüística en navaho a l'Escola Elemental de Fort Defiance i ha iniciat altres programes. També hi ha un cert nombre d'escoles bilingües d'immersió en zones de parla navaho amb la finalitat de promoure l'ús de la llengua. Hom també pot rebre classes en navaho a la Universitat Estatal d'Arizona. Una estació de ràdio AM, KTNN, retransmet en navaho i anglès, amb programes que inclouen música i esports de la NFL. L'estació AM KNDN també retransmet en navaho. En 1996 fou retransmès un partit de la Super Bowl en navaho; era la primera vegada que l'esdeveniment es retransmetia en una llengua indígena americana. El vocabulari de l'idioma navajo s'ha ampliat per cobrir els temes moderns com "l'esport, la política i la tecnologia". El 31 d'agost de 2013 es va crear un teclat android en navaho; des de novembre de 2012 també és disponible un teclat navaho en iPhone. En 2013, Star Wars (1977) fou traduït al navajo, fent-ne la primera pel·lícula important traduïda a cap idioma natiu americà.

## Ortografia i pronunciació
Les consonants del navaho en l'ortografia estàndard estan llistades a baix, seguides de la seva pronunciació en l'Alfabet fonètic internacional:
|            |            | Bilabial | Alveolar  | Alveolar  | Palatal   | Velar   | Velar    | Glotal |
| Central    | Lateral    | Bilabial | simple    | labial    | Palatal   |         |          | Glotal |
| ---------- | ---------- | -------- | --------- | --------- | --------- | ------- | -------- | ------ |
| Oclusiva   | simple     | b [p]    | d [t]     |           |           | g [k]   |          | ʼ [ʔ]  |
| Oclusiva   | Aspirada   |          | t [tx]    |           |           | k [kx]  | kw [kxʷ] |        |
| Oclusiva   | ejectiva   |          | tʼ [tʼ]   |           |           | kʼ [kʼ] |          |        |
| Africada   | simple     |          | dz [ts]   | dl [tˡ]   | j [tʃ]    |         |          |        |
| Africada   | Aspirada   |          | ts [tsʰ]  | tł [tɬʰ]  | ch [tʃʰ]  |         |          |        |
| Africada   | ejectiva   |          | tsʼ [tsʼ] | tłʼ [tɬʼ] | chʼ [tʃʼ] |         |          |        |
| Continuant | sorda      |          | s [s]     | ł [ɬ]     | sh [ʃ]    | h [x]   | hw [xʷ]  | h [h]  |
| Continuant | sonora     |          | z [z]     | l [l]     | zh [ʒ]    | gh [ɣ]  | ghw [ɣʷ] |        |
| Nasal      | Nasal      | m [m]    | n [n]     |           |           |         |          |        |
| Aproximant | Aproximant |          |           |           | y [j]     |         | (w [w])  |        |
En l'ortografia navaho, la lletra h representa dos sons diferents: com (x) quan és inicial i (h) quan està en prefix o al final de paraula. No obstant això, quan (x) és precedida per s aquesta sempre és escrita com a x i mai h, per no ser confosa amb sh. La consonant gh és escrita com i abans de la vocals i/i, com a w abans de o i com gh abans d'a. Per gh, tant la palatització com la labialització estan representades en l'ortografia on són escrites com i per a la variant palatal i com a w per a la variant labial. L'ortografia no indica les variants per a les altres consonants.
Existeixen quatre vocals bàsiques en navaho. Aquestes són a, i, i, o. Cadascuna poden aparèixer així:
- curtes - com a/i
- llargues - com aa/ee
- nasalitzades - com ą/ęę

L'idioma navaho posseeix dos tons, alt i baix. Per defecte, les síl·labes són de baix to. Amb les vocals llargues, aquests tons es combinen per donar quatre possibilitats:
- alt, com a áá i éé
- baix, com a aa i ee
- creixent, com a aá i eé
- descendent, com a áa i ée

Diverses combinacions d'aquestes característiques són possibles, com a ą́ą́ (llarga, nasalitzada, to alt).

## Text de mostra
Aquest és el primer paràgraf d'un conte en navaho.
Navajo original: Ashiiké tʼóó diigis léiʼ tółikaní łaʼ ádiilnííł dóó nihaa nahidoonih níigo yee hodeezʼą́ jiní. Áko tʼáá ałʼąą chʼil naʼatłʼoʼii kʼiidiilá dóó hááhgóóshį́į́ yinaalnishgo tʼáá áłah chʼil naʼatłʼoʼii néineestʼą́ jiní. Áádóó tółikaní áyiilaago tʼáá bíhígíí tʼáá ałʼąą tłʼízíkágí yiiʼ haidééłbįįd jiní. "Háadida díí tółikaní yígíí doo łaʼ ahaʼdiidził da," níigo ahaʼdeetʼą́ jiníʼ. Áádóó baa nahidoonih biniiyé kintahgóó dah yidiiłjid jiníʼ (...)
Traducció al català: Uns nois bojos van decidir fer una mica de vi per vendre, així que cadascun va plantar vinya i, treballant-hi molt, les van criar fins a la maduresa. Després, havent fet vi, n'omplien cadascun una pell de cabra. Es van posar d'acord que en cap moment es donarien beure, i després van marxar cap a la ciutat arrossegant les pells de cabra a l'esquena (...)

### Educativa
- Blair, Robert W.; Simmons, Leon; & Witherspoon, Gary. (1969). Navaho Basic Course. Brigham Young University Printing Services.
- Goossen, Irvy W. (1967). Navajo made easier: A course in conversational Navajo. Flagstaff, AZ: Northland Press.
- Goossen, Irvy W. (1995). Diné bizaad: Speak, read, write Navajo. Flagstaff, AZ: Salina Bookshelf. ISBN 0-9644189-1-6
- Goossen, Irvy W. (1997). Diné bizaad: Sprechen, Lesen und Schreiben Sie Navajo. Loder, P. B. (transl.). Flagstaff, AZ: Salina Bookshelf.
- Haile, Berard. (1941–1948). Learning Navaho, (Vols. 1–4). St. Michaels, AZ: St. Michael's Mission.
- Platero, Paul R. (1986). Diné bizaad bee naadzo: A conversational Navajo text for secondary schools, colleges and adults. Farmington, NM: Navajo Preparatory School.
- Platero, Paul R.; Legah, Lorene; & Platero, Linda S. (1985). Diné bizaad bee naʼadzo: A Navajo language literacy and grammar text. Farmington, NM: Navajo Language Institute.
- Tapahonso, Luci, & Schick, Eleanor. (1995). Navajo ABC: A Diné alphabet book. Nova York: Macmillan Books for Young Readers. ISBN 0-689-80316-8
- Witherspoon, Gary. (1985). Diné Bizaad Bóhooʼaah for secondary schools, colleges, and adults. Farmington, NM: Navajo Language Institute.
- Witherspoon, Gary. (1986). Diné Bizaad Bóhooʼaah I: A conversational Navajo text for secondary schools, colleges and adults. Farmington, NM: Navajo Language Institute.
- Wilson, Alan. (1969). Breakthrough Navajo: An introductory course. Gallup, NM: The University of New Mexico, Gallup Branch.
- Wilson, Alan. (1970). Laughter, the Navajo way. Gallup, NM: The University of New Mexico at Gallup.
- Wilson, Alan. (1978). Speak Navajo: An intermediate text in communication. Gallup, NM: University of New Mexico, Gallup Branch.
- Wilson, Garth A. (1995). Conversational Navajo workbook: An introductory course for non-native speakers. Blanding, UT: Conversational Navajo Publications. ISBN 0-938717-54-5.
- Yazzie, Evangeline Parsons, and Margaret Speas (2008). Diné Bizaad Bínáhoo'aah: Rediscovering the Navajo Language. Flagstaff, AZ: Salina Bookshelf, Inc. ISBN 978-1-893354-73-9

### Lingüística i altres referències
- Akmajian, Adrian; & Anderson, Stephen. (1970). On the use of the fourth person in Navajo, or Navajo made harder. International Journal of American Linguistics, 36 (1), 1–8.
- Faltz, Leonard M. (1998). The Navajo verb: A grammar for students and scholars. Albuquerque, NM: University of New Mexico Press. ISBN 0-8263-1901-7 (hb), ISBN 0-8263-1902-5 (pbk)
- Frishberg, Nancy. (1972). Navajo object markers and the great chain of being. In J. Kimball (Ed.), Syntax and semantics (Vol. 1, p. 259–266). New York: Seminar Press.
- Hale, Kenneth L. (1973). A note on subject–object inversion in Navajo. In B. B. Kachru, R. B. Lees, Y. Malkiel, A. Pietrangeli, & S. Saporta (Eds.), Issues in linguistics: Papers in honor of Henry and Renée Kahane (p. 300–309). Urbana: University of Illinois Press.
- Hardy, Frank. (1979). Navajo Aspectual Verb Stem Variation. Albuquerque: University of New Mexico Press.
- Hoijer, Harry. (1945). Navaho phonology. University of New Mexico publications in anthropology, (No. 1).
- Hoijer, Harry. (1945). Classificatory verb stems in the Apachean languages. International Journal of American Linguistics, 11 (1), 13–23.
- Hoijer, Harry. (1945). The Apachean verb, part I: Verb structure and pronominal prefixes. International Journal of American Linguistics, 11 (4), 193–203.
- Hoijer, Harry. (1946). The Apachean verb, part II: The prefixes for mode and tense. International Journal of American Linguistics, 12 (1), 1–13.
- Hoijer, Harry. (1946). The Apachean verb, part III: The classifiers. International Journal of American Linguistics, 12 (2), 51–59.
- Hoijer, Harry. (1948). The Apachean verb, part IV: Major form classes. International Journal of American Linguistics, 14 (4), 247–259.
- Hoijer, Harry. (1949). The Apachean verb, part V: The theme and prefix complex. International Journal of American Linguistics, 15 (1), 12–22.
- Hoijer, Harry. (1970). A Navajo lexicon. University of California Publications in Linguistics (No. 78). Berkeley: University of California Press.
- Kari, James. (1975). The disjunct boundary in the Navajo and Tanaina verb prefix complexes. International Journal of American Linguistics, 41, 330–345.
- Kari, James. (1976). Navajo verb prefix phonology. Garland Publishing Co.
- McDonough, Joyce. (2003). The Navajo sound system. Dordrecht: Kluwer Academic Publishers. ISBN 1-4020-1351-5 (hb); ISBN 1-4020-1352-3 (pbk)
- Reichard, Gladys A. (1951). Navaho grammar. Publications of the American Ethnological Society (Vol. 21). New York: J. J. Augustin.
- Sapir, Edward. (1932). Two Navaho puns. Language, 8 (3), 217-220.
- Sapir, Edward, & Hoijer, Harry. (1942). Navaho texts. William Dwight Whitney series, Linguistic Society of America.
- Sapir, Edward, & Hoijer, Harry. (1967). Phonology and morphology of the Navaho language. Berkeley: University of California Press.
- Speas, Margaret. (1990). Phrase structure in natural language. Kluwer Academic Publishers. ISBN 0-7923-0755-0
- Wall, C. Leon, & Morgan, William. (1994). Navajo-English dictionary. New York: Hippocrene Books. ISBN 0-7818-0247-4. (Originally published [1958] by U.S. Dept. of the Interior, Branch of Education, Bureau of Indian Affairs).
- Webster, Anthony K. (2004). Coyote Poems: Navajo Poetry, Intertextuality, and Language Choice. American Indian Culture and Research Journal, 28, 69-91.
- Webster, Anthony K. (2006). "ALk'idaa' Ma'ii Jooldlosh, Jini": Poetic Devices in Navajo Oral and Written Poetry. Anthropological Linguistics, 48(3), 233-265.
- Webster, Anthony K. (2009). Explorations in Navajo Poetry and Poetics. Albuquerque: University of New Mexico Press.
- Witherspoon, Gary. (1971). "Navajo Categories of Objects at Rest", American Anthropologist, 73, 110-127.
- Witherspoon, Gary. (1977). Language and Art in the Navajo Universe. Ann Arbor: University of Michigan Press. ISBN 0-472-08966-8; ISBN 0-472-08965-X
- Yazzie, Sheldon A. (2005). Navajo for Beginners and Elementary Students. Chapel Hill: The University of North Carolina at Chapel Hill Press.
- Young, Robert W. (2000). The Navajo Verb System: An Overview. Albuquerque: University of New Mexico Press. ISBN 0-8263-2172-0 (hb); ISBN 0-8263-2176-3 (pbk)
- Young, Robert W., & Morgan, William, Sr. (1987). The Navajo Language: A Grammar and Colloquial Dictionary (rev. ed.). Albuquerque: University of New Mexico Press. ISBN 0-8263-1014-1
- Young, Robert W.; Morgan, William; & Midgette, Sally. (1992). Analytical lexicon of Navajo. Albuquerque: University of New Mexico Press. ISBN 0-8263-1356-6;